# Турчјанска Штјавњичка
Турчјанска Штјавњичка (слч. Turčianska Štiavnička) насељено је мјесто са административним статусом сеоске општине (слч. obec) у округу Мартин, у Жилинском крају, Словачка Република.

## Становништво
| Година:    | 1994. | 2004.    | 2014.    | 2024.   |
| ---------- | ----- | -------- | -------- | ------- |
| Број људи: | 715   | 804      | 920      | 999     |
| Разлика:   |       | +12,44 % | +14,42 % | +8,58 % |

| Година:    | 2023. | 2024.   |
| ---------- | ----- | ------- |
| Број људи: | 981   | 999     |
| Разлика:   |       | +1,83 % |

Према подацима о броју становника из 2011. године насеље је имало 886 становника.